# Szilárdova petice
Szilárdova petice je dokument, který v červenci 1945 sepsal a rozeslal americký fyzik maďarského původu Leó Szilárd. Petici podepsalo 70 vědců pracujících na projektu Manhattan v Oak Ridge v Tennessee a v Metalurgické laboratoři v Chicagu ve státě Illinois. Žádali v něm nového prezidenta Harryho S. Trumana, aby informoval Japonsko o podmínkách kapitulace a umožnil Japonsku tyto podmínky přijmout nebo odmítnout dříve, než Amerika použije atomové bomby. Petice se však až k prezidentu Trumanovi (který byl po smrti Franklina Delano Roosevelta ve funkci zhruba tři měsíce) nikdy nedostala. Odtajněna a zveřejněna byla teprve v roce 1961.
Později, v květnu 1946, Leó Szilárd společně s Albertem Einsteinem založili Emergency Committee of Atomic Scientists (ECAS), v předsednictvu zasedal kvantový chemik a biochemik Linus Pauling (Nobelova cena za mír v roce 1962). Cílem této nevládní organizace bylo varovat veřejnost před nebezpečím spojeným s jadernými zbraněmi, podporovat mírové využívání jaderné energie a nakonec usilovat o světový mír, který byl považován za jedinou možnost, jak se vyhnout dalšímu použití jaderných zbraní.

## Okolnosti vzniku petice

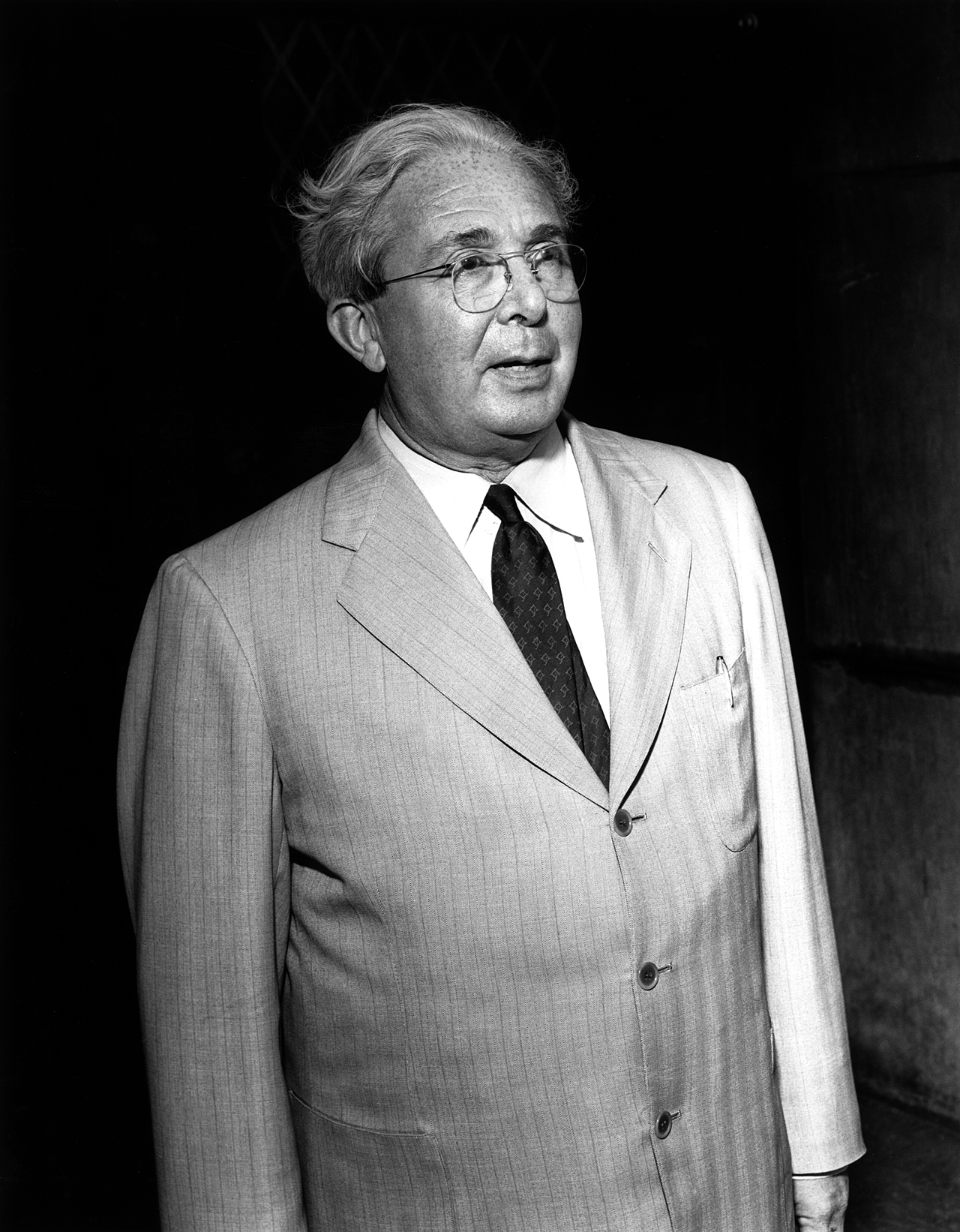
Leó Szilárd: autor petice

Petici předcházela tzv. Franckova zpráva, kterou sepsal „Committee on the Social and Political Implications of the Atomic Bomb“ (Výbor pro sociální a politické důsledky atomové bomby), jehož předsedou byl německý fyzik James Franck. Leó Szilárd a jeho kolega z Metalurgické laboratoře Glenn Theodore Seaborg byli spoluautory zprávy, která tvrdila, že politická bezpečnost v postjaderném světě bude záviset na mezinárodní výměně a vlastnictví atomových informací. Aby se zabránilo závodům v jaderném zbrojení a zachovala se dobrá vůle vůči Spojeným státům, musí být Japonsko před svržením bomby řádně varováno.
Na rozdíl od Franckovy zprávy, která se z velké části soustředila na politické otázky použití atomových zbraní a možnost mezinárodní spolupráce, byla Szilárdova petice morální výzvou. Její signatáři, kteří předvídali věk rychlého rozšíření jaderných zbraní, varovali, že pokud Spojené státy shodí bombu, aby ukončily válku v Pacifiku, „ponesou odpovědnost za otevření dveří do éry devastace nepředstavitelného rozsahu.“ Obávali se, že použitím bomby by Spojené státy ztratily morální autoritu, která by umožnila dostat pod kontrolu následné závody v jaderném zbrojení.
Více než 50 z původních signatářů petice pracovalo v tzv. Metalurgické laboratoři v Chicagu (krycí jméno jedné z hlavních laboratoří projektu Manhattan). Po mnoha neshodách mezi ostatními vědci v Chicagu provedl ředitel laboratoře Farrington Daniels průzkum mezi 150 vědci, jaký by byl podle nich nejlepší postup, pokud jde o bombu. Výsledky byly následující:
- 15 %: Bomba měla být použita jako zbraň, aby Japonci kapitulovali s co nejmenšími ztrátami na životech spojenců.
- 46 %: Armáda by měla bombu předvést v Japonsku s nadějí, že bude následovat kapitulace. Pokud se tak nestane, měla by být bomba použita jako zbraň.
- 26 %: Bomba by měla být součástí experimentální demonstrace ve Spojených státech za účasti japonské delegace jako svědka v naději, že své postřehy přednese vládě a zasadí se o kapitulaci.
- 11 %: bomba by měla být použita pouze jako součást veřejné demonstrace.
- 2 %: bomba by neměla být použita v boji a po jeho skončení by mělo být zachováno naprosté utajení.

Szilárd požádal svého přítele a kolegu fyzika Edwarda Tellera (pocházejícího také z Maďarska), aby pomohl petici rozšířit v Los Alamos (hlavním vývojovém centru uranové i plutoniové bomby) v naději, že se mu podaří získat více podpisů. Teller však nejprve Szilárdovu žádost přednesl řediteli Los Alamos Robertu Oppenheimerovi. Ten Tellerovi řekl, že politici ve Washingtonu už tuto otázku zvažují a že vědci z laboratoře udělají lépe, když se do toho nebudou plést. V Los Alamos se tedy žádné nové podpisy pod petici nesbíraly.

## Shrnutí obsahu

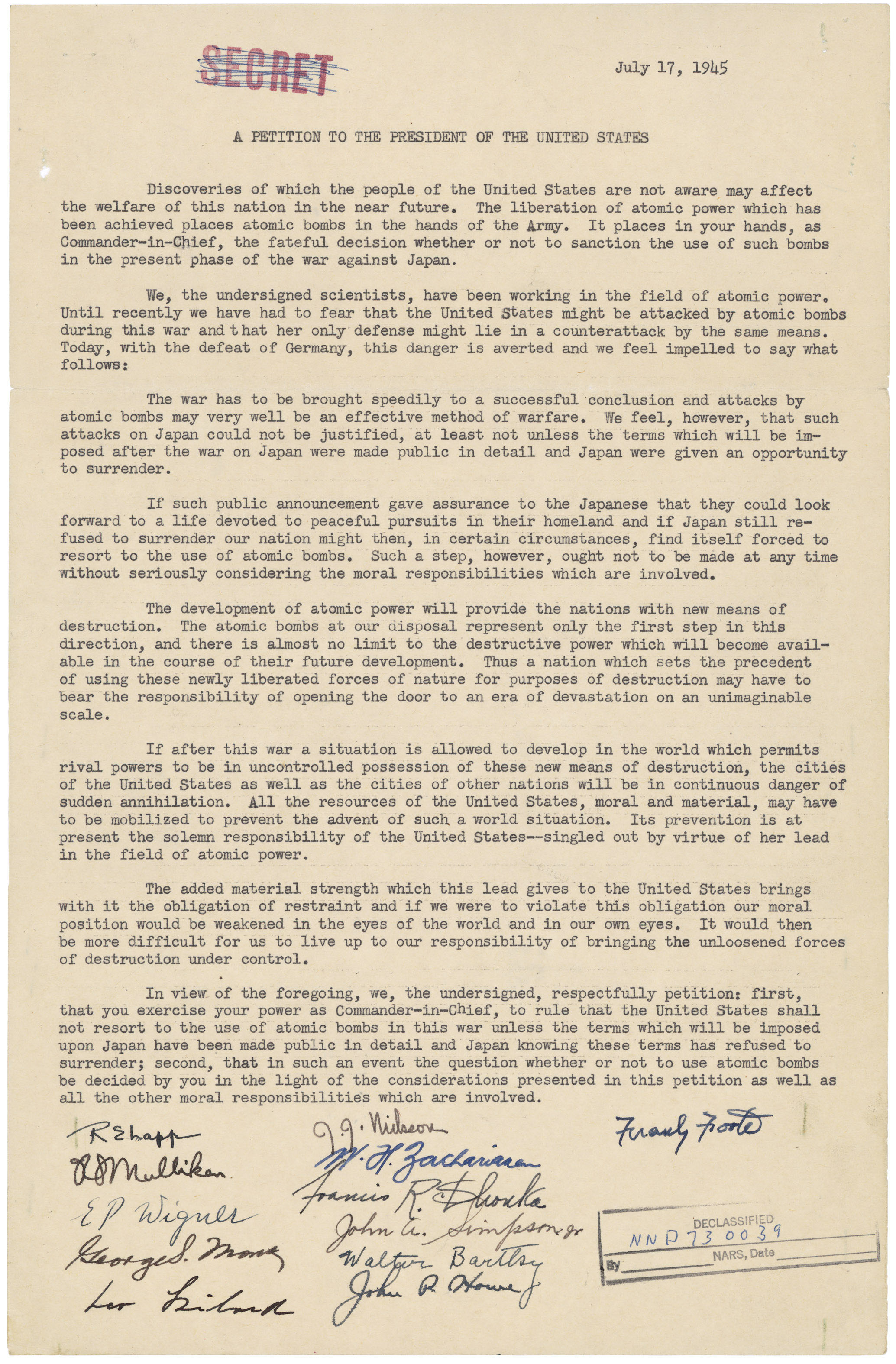
Petice ze 17. července 1945

Petice byla adresována prezidentu Trumanovi a uvádí se v ní, že původním záměrem projektu Manhattan byla obrana Spojených států před možným jaderným útokem ze strany Německa, což byla hrozba, která je nyní již eliminována. Následně žádali Trumana, aby před svržením atomové bomby zveřejnil úplné podmínky kapitulace a vyčkal japonské odpovědi a zvážil svou „povinnost zdrženlivosti“:
V textu se mimo jiné uvádí (přesný text celé petice v originálním znění viz sekce Externí odkazy v závěru článku:
Pokud se po této válce ve světě vytvoří situace, která dovolí soupeřícím mocnostem nekontrolovaně vlastnit tyto nové ničivé prostředky, budou města Spojených států i města jiných národů neustále vystavena nebezpečí náhlého zničení [...]

Dodatečná materiální síla, kterou tento náskok Spojeným státům dává, s sebou nese povinnost zdrženlivosti, a pokud bychom tuto povinnost porušili, naše morální postavení by bylo oslabeno v očích světa i v našich vlastních očích. Pak by pro nás bylo obtížnější dostát své odpovědnosti a dostat pod kontrolu neuvolněné síly zkázy.

My, níže podepsaní, Vás s úctou žádáme: za prvé, abyste využil své pravomoci vrchního velitele a rozhodl, že Spojené státy se v této válce neuchýlí k použití atomových bomb, pokud nebudou podrobně zveřejněny podmínky, které budou Japonsku uloženy, a pokud Japonsko s vědomím těchto podmínek odmítne kapitulovat; za druhé, abyste v takovém případě o otázce, zda použít atomové bomby, rozhodl ve světle úvah uvedených v této petici, jakož i všech dalších morálních povinností, které s tím souvisejí.

## Navazující události
Na jaře roku 1945 předal Szilárd petici Jamesi F. Byrnesovi, který měl být brzy jmenován ministrem zahraničí. Doufal, že takto se nový prezident Trumanovi rychle doví o názorech mnoha vědců, že bomba by neměla být použita na civilní obyvatelstvo v Japonsku a že po válce by měla být zřízena mezinárodní kontrola, aby se zabránilo poválečným závodům ve zbrojení. Byrnes této myšlence vůbec nebyl nakloněn. Prezident Truman tak petici nikdy neviděl před svržením bomby. Szilárd litoval, že takový muž je tolik vlivný v politice. Byl také sklíčený z toho, že se stal fyzikem a ve své kariéře přispěl k vytvoření bomby. Po setkání s Byrnesem je citován jeho výrok: „Oč lépe by na tom svět mohl být, kdybych se narodil v Americe a stal se vlivným v americké politice a kdyby se Byrnes narodil v Maďarsku a studoval fyziku.“ V reakci na petici generál Leslie Groves, ředitel projektu Manhattan, hledal důkazy o jeho případném nezákonném chování.
První uranová atomová bomba Little Boy byla svržena na Hirošimu 6. srpna 1945. O tři dny později ji následovala plutoniová bomba Fat Man svržená na Nagasaki. Použití těchto bomb způsobilo přibližně 200 000 mrtvým civilistů, a diskutovalo se, nakolik skutečně rozhodlo o kapitulaci Japonska. Nicméně, v prosinci 1945 studie ekonomického časopisu Fortune zjistila, že více než tři čtvrtiny dotázaných Američanů schvalovalo rozhodnutí shodit bomby na Japonsko.
Navzdory tomu se skupina prominentních vědců té doby spojila, aby vystoupila proti rozhodnutí o budoucích závodech v jaderném zbrojení. Publikace One World or None: A Report to the Public on the Full Meaning of the Atomic Bomb (Jeden svět nebo žádný: Zpráva pro veřejnost o plném smyslu atomové bomby) byla vydána v roce 1946 a obsahovala eseje, které napsalo mnoho významných vědců: samotný Leó Szilárd, Albert Einstein, Niels Bohr, Arthur Holly Compton, Robert Oppenheimer, Harold Urey, Eugene Paul Wigner, Edward Condon, Hans Bethe, Irving Langmuir a další. Základním tématem knihy, které se prodalo přes milion výtisků, bylo, že jaderné zbraně by již nikdy neměly být znovu použity, a že by měly podléhat mezinárodní kontrole.

## Signatáři petice
Sedmdesát signatářů petice, v abecedním pořadí a s uvedením jejich funkcí:
1. David S. Anthony, chemik
2. Larned B. Asprey, chemik, S.E.D.
3. Walter Bartky, asistent ředitele
4. Austin M. Brues, ředitel biologického oddělení
5. Mary Burke, asistentka výzkumu
6. Albert Cahn, Jr., fyzik
7. George R. Carlson, asistent výzkumu – fyzika
8. Kenneth Stewart Cole, hlavní biofyzik
9. Ethaline Hartge Cortelyou, chemička
10. John Crawford, fyzik
11. Mary M. Dailey, výzkumná asistentka
12. Miriam P. Finkel, odborná asistentka pro biologii
13. Frank G. Foote, metalurg
14. Horace Owen France, biolog
15. Mark S. Fred, výzkumný pracovník v oblasti chemie
16. Sherman Fried, chemik
17. Francis Lee Friedman, fyzik
18. Melvin S. Friedman, chemik
19. Mildred C. Ginsberg, počítače
20. Norman Goldstein, fyzik
21. Sheffield Gordon, chemik
22. Walter J. Grundhauser, výzkumný asistent
23. Charles W. Hagen, výzkumný asistent
24. David B. Hall, pozice nezjištěna
25. David L. Hill, fyzik
26. John Perry Howe, Jr., zástupce ředitele divize chemie
27. Earl K. Hyde, chemik
28. Jasper B. Jeffries, fyzik, chemik
29. William Karush, fyzik
30. Truman P. Kohman, chemik-výzkumník
31. Herbert E. Kubitschek, fyzik
32. Alexander Langsdorf, Jr., výzkumný pracovník
33. Ralph E. Lapp, asistent ředitele divize
34. Lawrence B. Magnusson, chemik
35. Robert Joseph Maurer, fyzik
36. Norman Frederick Modine, výzkumný asistent
37. George S. Monk, fyzik
38. Robert James Moon, fyzik
39. Marietta Catherine Moore, technička
40. Robert Sanderson Mulliken, koordinátor informací
41. J. J. Nickson, [lékař, biologické oddělení]
42. William Penrod Norris, biochemik.
43. Paul Radell O'connor, chemik
44. Leo Arthur Ohlinger, hlavní inženýr
45. Alfred Pfanstiehl, fyzik
46. Robert Leroy Platzman, chemik
47. C. Ladd Prosser, biolog
48. Robert Lamburn Purbrick, fyzik
49. Wilfrid Rall, asistent výzkumu – fyzika
50. Margaret H. Rand, výzkumná asistentka, zdravotní sekce
51. William Rubinson, chemik
52. B. Roswell Russell, pozice nezjištěna
53. George Alan Sacher, biolog
54. Francis R. Shonka, fyzik
55. Eric L. Simmons, biolog, zdravotní divize
56. John A. Simpson, Jr., fyzik
57. Ellis P. Steinberg, chemik
58. D. C. Stewart, S/Sgt S.E.D.
59. George Svihla, pozice nezjištěna [zdravotní skupina]
60. Marguerite N. Swift, fyzioložka, zdravotní skupina
61. Leo Szilard, hlavní fyzik
62. Ralph E. Telford, pozice nezjištěna
63. Joseph D. Teresi, chemik
64. Albert Wattenberg, fyzik
65. Katharine Way, výzkumná asistentka
66. Edgar Francis Westrum, Jr., chemik
67. Eugene Paul Wigner, fyzik
68. Ernest J. Wilkins, Jr., fyzik
69. Hoylande Young, vedoucí chemik
70. William F. H. Zachariasen, konzultant